# Bideauxita
La bideauxita és un mineral de la classe dels halurs. Rep el seu nom per Richard August Bideaux (1935-2004), mineralogista nord-americà, autor i col·leccionista de minerals. Co-fundador de Mineralogical Record, coautor del Manual de Mineralogia i Mineralogia d'Arizona, i membre fundador dels Amics de la Mineralogia.

## Característiques
La bideauxita és un halur de fórmula química Pb₂AgCl₃(F,OH)₂. Va ser aprovada com a espècie vàlida per l'Associació Mineralògica Internacional l'any 1969. Cristal·litza en el sistema isomètric. La seva duresa a l'escala de Mohs és 3.
Segons la classificació de Nickel-Strunz, la bideauxita pertany a «03.DB: Oxihalurs, hidroxihalurs i halurs amb doble enllaç, amb Pb, Cu, etc.» juntament amb els següents minerals: rickturnerita, diaboleïta, pseudoboleïta, boleïta, cumengeïta, cloroxifita, hematofanita, asisita, parkinsonita, murdochita i yedlinita.

## Formació i jaciments
Va ser descoberta a la mina Mammoth-Saint Anthony, a la localitat de Tiger, al districte de Mammoth del comtat de Pinal, a Arizona, Estats Units. També ha estat descrita a la localitat d'Iquique, a la província homònima de la regió de Tarapacá, a Xile. Es tracta dels dos únics indrets on ha estat trobada aquesta espècie mineral.